# Pulaeus niloticus
Pulaeus niloticus är en spindeldjursart som beskrevs av Zaher och El-Bishlawy 1986. Pulaeus niloticus ingår i släktet Pulaeus och familjen Cunaxidae. Inga underarter finns listade i Catalogue of Life.